# Gryllacris solutifascia
Gryllacris solutifascia är en insektsart som beskrevs av Heinrich Hugo Karny 1937. Gryllacris solutifascia ingår i släktet Gryllacris och familjen Gryllacrididae. Inga underarter finns listade i Catalogue of Life.